# Дракула (телесеріал)
«Дракула» — американсько-англійський телесеріал в жанрі жахів і драми, відзнятий за романом «Дракула» Брема Стокера. Творцем серіалу є Коул Геддон. Співавтором серіалу є Деніел Кнауф. Прем'єра серіалу відбулася 25 жовтня 2013 на телеканалі NBC після прем'єрної серії третього сезону телесеріалу «Грімм».
10 травня 2014 канал закрив серіал після одного сезону через низькі рейтинги перегляду останніх серій.

## У ролях
| Актор               | Роль                        |
| ------------------- | --------------------------- |
| Джонатан Ріс-Майєрс | Олександр Грейсон (Дракула) |
| Джессіка де Гау     | Міна Мюррей                 |
| Томас Кречманн      | Абрагам ван Хелсінг         |
| Вікторія Смарфіт    | леді Джейн Уезербі          |
| Олівер Джексон-Коен | Джонатан Гаркер             |
| Нонсо Анозі         | Р. М. Ренфілд               |
| Кеті Макграт        | Люсі Вестерн                |
| Бен Майлз           | Браунінг                    |
| Роберт Батхьорст    | лорд Томас Девенпорт        |
| Міклош Баньяні      | Забо                        |
| Філ МакКі           | Джозеф Ковальські           |
| Ентоні Калф         | доктор Вільям Мюррей        |
| Джемма Редгрейв     | Мінерва Вестерн             |
| Тамер Хассан        | Каха Рума «Марокканець»     |

### Сюжет
Дракула приїжджає в Лондон, видаючи себе за американського підприємця, який хоче розвитку сучасної науки в вікторіанському суспільстві. Насправді Дракула прагне помститися тим, хто зрадив його століттями раніше. Коли Дракула починає здійснювати свій план, він безнадійно закохується в жінку, яка може бути реінкарнацією його покійної дружини.

## Список серій
| Номер взагалі | Назва                                          | Режисер      | Сценарист                                            | Перший ефір       | Глядачі у США (у мільйонах) |
| --- | ---------------------------------------------- | ------------ | ---------------------------------------------------- | ----------------- | --------------------------- |
| 1 | «Кров є життя» «The Blood is the Life»         | Стів Шитл    | Коул Геддон                                          | 25 жовтня 2013    | 5.26                        |
| На вечорі з нагоди прибуття Олександра Грейсона в Лондон, Олександр зауважує Міну Мюррей, як дві краплі води схожу на його загиблу дружину Аййону. Вона знаходиться в компанії Джонатана Гаркера (нареченого) і Люсі Вестерн. Також він зауважує привабливу світську левицю леді Джейн Уезербі, а також членів ордену Дракона. Відбувається демонстрація безпровідної енергії, над якою працює Олександр. |                                                |              |                                                      |                   |                             |
| 2 | «Запах сірки» «A Whiff of Sulfur»              | Стів Шитл    | Деніел Кнауф                                         | 1 листопада 2013  | 3.39                        |
| Олександр і леді Джейн стають коханцями, попри його підозри, що вона має відношення до ордена Дракона. Міна просить у Олександра ради щодо важкого іспиту в медичному університеті, а Ван Хелсінг продовжує працювати над сироваткою проти дії сонячного світла на вампірів. Тим часом Джонатан укладає угоду з дияволом. Нафтовики починають перешкоджати роботі Грейсона та його компанії. |                                                |              |                                                      |                   |                             |
| 3 | «Гоблін-купець» «Goblin Merchant Men»          | Енді Годдард | Гарлі Пейтон                                         | 8 листопада 2013  | 2.96                        |
| Грейсон продовжує досліджувати зв'язки леді Джейн і ордена Дракона і наживає собі могутнього ворога - лорда Девінпорта. Тим часом Люсі намагається відвернути Міну від переживань, пов'язаних в Джонатаном. Грейсон дає Джонатану пораду, яка допомагає налагодити відносини з Міною. |                                                |              |                                                      |                   |                             |
| 4 | «З темряви до світла» «From Darkness to Light» | Енді Годдард | Том Грівес                                           | 15 листопада 2013 | 2.99                        |
| Грейсон пропонує Гаркеру та Міні влаштувати вечір з нагоди їх заручин. Тим часом до нього приїжджає старий соратник, вампір, який погано себе контролює. Леді Джейн шукає вампіра, який настільки сильний, що зміг вистежити і вбити провидців. Лорд Девінпорт йде проти указів ордена Дракона і викрадає Ренфілда. |                                                |              |                                                      |                   |                             |
| 5 | «Вальс Диявола» «The Devil's Waltz»            | Нік Мерфі    | Ніколь Тейлор                                        | 29 листопада 2013 | 2.84                        |
| Міні снитися сон про Грейсона. Ван Хелсінг просувається у своїх дослідах над сироваткою. Гейсон намагається знайти Ренфілда, але до заходу сонця не може сам піти на його пошуки і відправляє Гаркера. Під час прийому з приводу заручин Грейсон танцює з Міною, а леді Джейн, Гаркер і Люсі помічають "хімію" між ними. Браунінг говорить леді Джейн, що, можливо, вампір, якого вони шукають - Грейсон. Вона це заперечує, хоча підозра сидить і в ній. Грейсон знаходить Ренфілда і рятує його. |                                                |              |                                                      |                   |                             |
| 6 | «Про людей та монстрів» «Of Monsters and Men»  | Нік Мерфі    | Кеті Лавджой                                         | 6 грудня 2013     | 3.83                        |
| Браунінг вирішує провести засідання ради вдень, щоб викрити Грейсона і підтвердити свої підозри. Ван Хельсинг і Грейсон йдуть на ризикований експеримент з сироваткою. Люсі розповідає про свої почуття Міні. Гаркер і Міна проводять ніч разом. |                                                |              |                                                      |                   |                             |
| 7 | «Слуга двох хазяїв» «Servant to Two Masters»   | Браян Келлі  | Ребекка Кірш                                         | 3 січня 2014      | 2.90                        |
| Грейсон п'яний тим, що може перебувати під сонцем, тому довго відмовляється від крові, думаючи, що може існувати і без неї. Ренфілд вирушає до Будапешта, щоб купити картину з зображенням Аййони, але її викрадає найманець лорда Девінпорта. Леді Джейн продовжує маніпулювати Люсі і пропонує їй спокусити Гаркера. Грейсон хоче представити свою технологію суспільству, але орден Дракона підкуповує поліцію і отруює людей, звинувачуючи у цьому лабораторію Грейсона. Гаркер не прийшов на танці в лікарні, Грейсон танцює з Міною і це помічає її батько. |                                                |              |                                                      |                   |                             |
| 8 | «Шлях до смерті» «Come to Die»                 | Браян Келлі  | Гарлі Пейтон                                         | 10 січня 2014     | 2.47                        |
| Міна уникає Грейсона і занурюється повністю в навчання, на неї нападають люди лорда Девінпорта, але Грейсон її рятує. У лікарні Гаркер розуміє хто на неї напав і каже, що помститься. Він іде до лорда Девінпорта, той показує йому портрет. Гаркер лютий від ревнощів спить з Люсі. Леді Джейн дізнається, що Дракула в місті. Хтось викрадає дітей Браунінга. Він і леді Джейн бачать насаджених чоловіків на ворота, які напали на Міну. |                                                |              |                                                      |                   |                             |
| 9 | «Чотири троянди» «Four Roses»                  | Тім Фівелл   | Історія: Джессі Пейронел Телеадаптація: Деніел Кнауф | 17 січня 2014     | 2.78                        |
| Грейсон вирішує почати війну з Орденом Дракона. Містер Браунінг відчайдушно шукає своїх дітей, а леді Джейн закликає всіх мисливців на пошуки Дракули. Гаркер вступає до лав Ордену Дракона і викрадає креслення у Грейсона. Люсі розповідає все Міні про Гаркер. Міна тікає з лікарні і йде до нього. Грейсон відвідує Міну в лікарні, вони мають відверту розмову. Олександр розповідає їй про Аййону, а Міна розповідає йому, що вона сниться їй з дитинства і про вчинок Люсі. Грейсон приходить до Люсі для того, щоб зробити її чудовиськом, яким вона і є, за його словами. |                                                |              |                                                      |                   |                             |
| 10 | «Нехай буде світло» «Let There Be Light»       | Тім Фівелл   | Коул Геддон                                          | 24 січня 2014     | 3.04                        |
| Грейсон готується продемонструвати свою нову технологію. Гаркер з Орденом вирішую перешкодити йому в цьому і влаштовують вибух на демонстрації. Теперь Грейсон і Міна знають, що Гаркер на стороні ворога. Ван Хельсинг знищує установку, яка допомагає Грейсону виходити на світло і виманює Браунінга, щоб той прийшов і викупив своїх дітей, але він вже зробив їх вампірами за допомогою крові Дракули. Леді Джейн озброївшись кинджалом Папи Римського збирається вбити Дракулу, але в бійці перемагає Грейсон, вмираючи леді Джейн просить не перетворювати її на вампіра, на що Олександр погоджується, адже "живучи в темряві, сам прагне до світла, хоч воно і пече". Люсі перетворюється на вампіра. Міна йде до Грейсона. Ван Хелсінг розповідає Гаркеру всю правду про Грейсона, тепер вони об'єднуються проти нього. |                                                |              |                                                      |                   |                             |

## Нагороди та номінації
| Рік  | Група                                | Award                                                                           | Результат | Назва   |
| ---- | ------------------------------------ | ------------------------------------------------------------------------------- | --------- | ------- |
| 2014 | American Society of Cinematographers | Видатні досягнення в кінематографії серед одногодинних епізодичних телесеріалів | Номінація | Дракула |
| 2014 | People's Choice Awards               | Найулюбленіша телевізійна драма                                                 | Номінація | Дракула |
| 2014 | People's Choice Awards               | Найулюбленіший актор телесеріалу-Джонатан Ріс-Майєрс                            | Номінація | Дракула |